# Cota ajustada asintótica
En análisis de algoritmos una cota ajustada asintótica es una función que sirve de cota tanto superior como inferior de otra función cuando el argumento tiende a infinito. Usualmente se utiliza la notación Θ(g(x)) para referirse a las funciones acotadas por la función g(x).
Más formalmente se define:

{\displaystyle \Theta (g(x))=\left\{{\begin{matrix}f(x):{\mbox{existen }}c_{1},c_{2},x_{0}{\mbox{ constantes positivas tales que}}\\\forall x:x_{0}\leq x:0\leq c_{1}g(x)\leq f(x)\leq c_{2}g(x)\end{matrix}}\right\}}

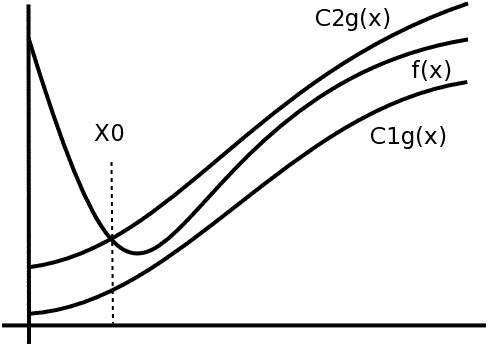
f(x)=Θ(g(x)).

Una función f(x) pertenece a Θ(g(x)) cuando existen constantes positivas {\displaystyle c_{1}} y {\displaystyle c_{2}} tales que a partir de un valor {\displaystyle x_{0}} f(x) se encuentra atrapada entre {\displaystyle c_{1}g(x)} y {\displaystyle c_{2}g(x)}. Quiere decir que las funciones f y g son iguales a partir de un valor dado salvo por una factor constante. Por tanto tiene sentido tomar a g como un representante de f.
A pesar de que Θ(g(x)) está definido como un conjunto, se acostumbra escribir f(x)=Θ(g(x)) en lugar de f(x)∈Θ(g(x)). Muchas veces también se habla de la función x² en lugar de h(x)=x² siempre que esté claro cual es el parámetro de la función dentro de la expresión. En la gráfica se da un ejemplo esquemático de cómo se comportan {\displaystyle c_{1}g(x)} y {\displaystyle c_{2}g(x)} con respecto a f(x) cuando x tiende a infinito.
La cota ajustada asintótica tiene relación con las cotas superior e inferior asintóticas (respectivamente las notaciones O y Ω):

{\displaystyle f(x)=\Theta (g(x)){\mbox{ si y solo si }}f(x)=O(g(x)){\mbox{ y }}f(x)=\Omega (g(x))\,}

## Ejemplos
- La función f(x) = x+10 puede ser acotada por la función g(x) = x. Para demostrarlo basta notar que para todo valor de x≥1 se cumple que g(x)≤f(x)≤11g(x), es decir x ≤ x+10 ≤ 11x . Por lo tanto x+10 = Θ(x).